# Guri Lenth
Guri Lenth, née en 1964, est une joueuse professionnelle de squash représentant la Norvège. 
Elle est championne de Norvège à 3 reprises entre 1982 et 1989,. 

## Biographie
Elle participe aux championnats du monde 1987 où elle s'incline au premier tour.

## Palmarès

### Titres
- Championnats de Norvège: 3 titres (1982, 1983, 1989)

### Finales
- Championnats de Norvège: 3 finales (1985, 1986, 1988)